# 2716 Tuulikki
2716 Tuulikki este un asteroid din centura principală, descoperit pe 7 octombrie 1939, de Yrjö Väisälä.